# Port de Santos
Le port de Santos est un port maritime brésilien, situé sur le territoire de la ville de Santos, dans l'État de São Paulo. C'est le principal port brésilien et le plus grand complexe portuaire d'Amérique latine.
Le gouvernement de Jair Bolsonaro annonce en 2019 son souhait de privatiser le port.

## Présentation
Il dispose d'une grande variété de terminaux de fret pour divers produits, qui traitent du vrac solide (principalement d'origine végétale), des liquides, des conteneurs, des marchandises générales et des passagers.
Son aire d'influence concerne des zones qui regroupent, en 2022, 67 % du produit intérieur brut (PIB) du Brésil, principalement dans les États de São Paulo, du Minas Gerais, du Goiás, du Mato Grosso et du Mato Grosso do Sul le commerce de São Paulo (en valeur) est expédié ou débarqué via le port de Santos.
Le complexe portuaire de Santos a historiquement représenté plus de 25%, ou un quart, de la balance commerciale brésilienne et est le plus grand exportateur de sucre, de jus d'orange et de grains de café au monde Les autres cargaisons importantes sont le soja, les cargaisons conteneurisées, le maïs, le blé, le sel, le papier, les automobiles, l'éthanol et d'autres liquides en vrac.
En 2016, il était considéré comme le 39e plus grand port au monde pour la manutention de conteneurs, et le 35e par tonne, selon le classement de l'AAPA - American Association of Port Authorities, étant le plus fréquenté d'Amérique latine,, le premier en Amérique latine.
À environ 70 kilomètres de la ville de São Paulo, le port est desservi par des liaisons ferroviaires, routières et pipelinières. Le système d'accès terrestre direct au port se compose de trois modes: routier, à travers les autoroutes du complexe Anchieta-Imigrantes et Rio-Santos; ferroviaire, pour deux réseaux exploités par les sociétés Rumo Logística (réseau sud) et MRS Logística, (réseau nord); et pipeline, en cours d'intégration dans le système de pipeline Transpetro.
Conformément à ses responsabilités de fournir des infrastructures d'accès au sol et à l'eau, Codesp entretient et investit dans les infrastructures liées à ces accès. Le complexe portuaire a 100 kilomètres de réseau ferroviaire interne (à l'intérieur du port organisé), exploité par Portofer Transportes Ferroviários. Le modal ferroviaire représente environ 27% de la manutention des marchandises, en particulier les marchandises dérivées de l'agro-industrie (soja, maïs, sucre, cellulose, engrais, café, etc.), dont 53% utilisent ce modal. L'Autorité portuaire est également responsable du système appelé avenues de périmètre, qui vise à garantir la qualité de l'accès routier, à éviter les conflits avec le flux urbain et à éviter les carrefours rail-route. De même, il réalise également les efforts de dragage d'approfondissement et d'entretien, afin de permettre l'accès des navires avec le tirant d'eau opérationnel nécessaire.
Le profil de la cargaison du port de Santos, selon les données de 2017, est d'environ 47% en vrac solide (soja, sucre, maïs, café, engrais, etc.); 39% de marchandises diverses (conteneurs, cargaison projet, véhicules) et 14% en vrac liquide (huiles végétales, pétrochimie, gaz, etc.). Le mouvement cumulé de 2017 en tonnage a atteint 129.865.022 tonnes, dont 36.307.745 tonnes ont été importées et 93.557.277 tonnes ont été exportées. La manutention des conteneurs a accumulé 2 495 397 unités, soit 3 853 719 EVP, dont 1 259 163 unités (1 947 082 EVP) ont été importées et 1 236 234 unités (1 906 637 EVP) exportées. En tonnes, la manutention générale des cargaisons conteneurisées a totalisé 44 534 271 t..